# Agathis moorei
Espèce
Classification phylogénétique
Statut de conservation UICN

 VU B1ab(i,ii,iii,iv,v); C1 : Vulnérable
Agathis moorei, ou kaori blanc ou encore kaori du Nord, est une espèce de conifère de la famille des Araucariaceae. Il se rencontre uniquement en Nouvelle-Calédonie. Il s'y développe au sein de la forêt dense humide et ombrophile sempervirente de basse et moyenne altitude (entre 200 et 700 m, voire 1 000 m), tout en se développant également bien en plaine sur sols alluviaux. Il est surtout représenté dans les deux tiers nord de la Grande Terre, mais dispose également de quelques spécimens dans le sud (Prony à Yaté, Dumbéa). Il est menacé du fait de la destruction de son habitat.

## Description

### Aspect général
Grand arbre atteignant les 40 m de hauteur et les 150 cm de diamètre, il dépasse la voûte forestière par un houppier régulier et une cime divergente. Son fût est long, droit, régulier et presque cylindrique tout en décroissant faiblement vers le sommet. Les branches sont insérées régulièrement sur le tronc en position horizontale plagiotrope, peuvent mesurer jusqu'à 15 m de long et supportent une ramification étagée dense vers leur extrémité.

### Ecorce
L'écorce est grise brunâtre, plus ou moins rougeâtre à l'intérieur, lisse et grise tout d'abord avant de devenir plus rugueuse et granuleuse en se détachant en écailles épaisses et irrégulières.

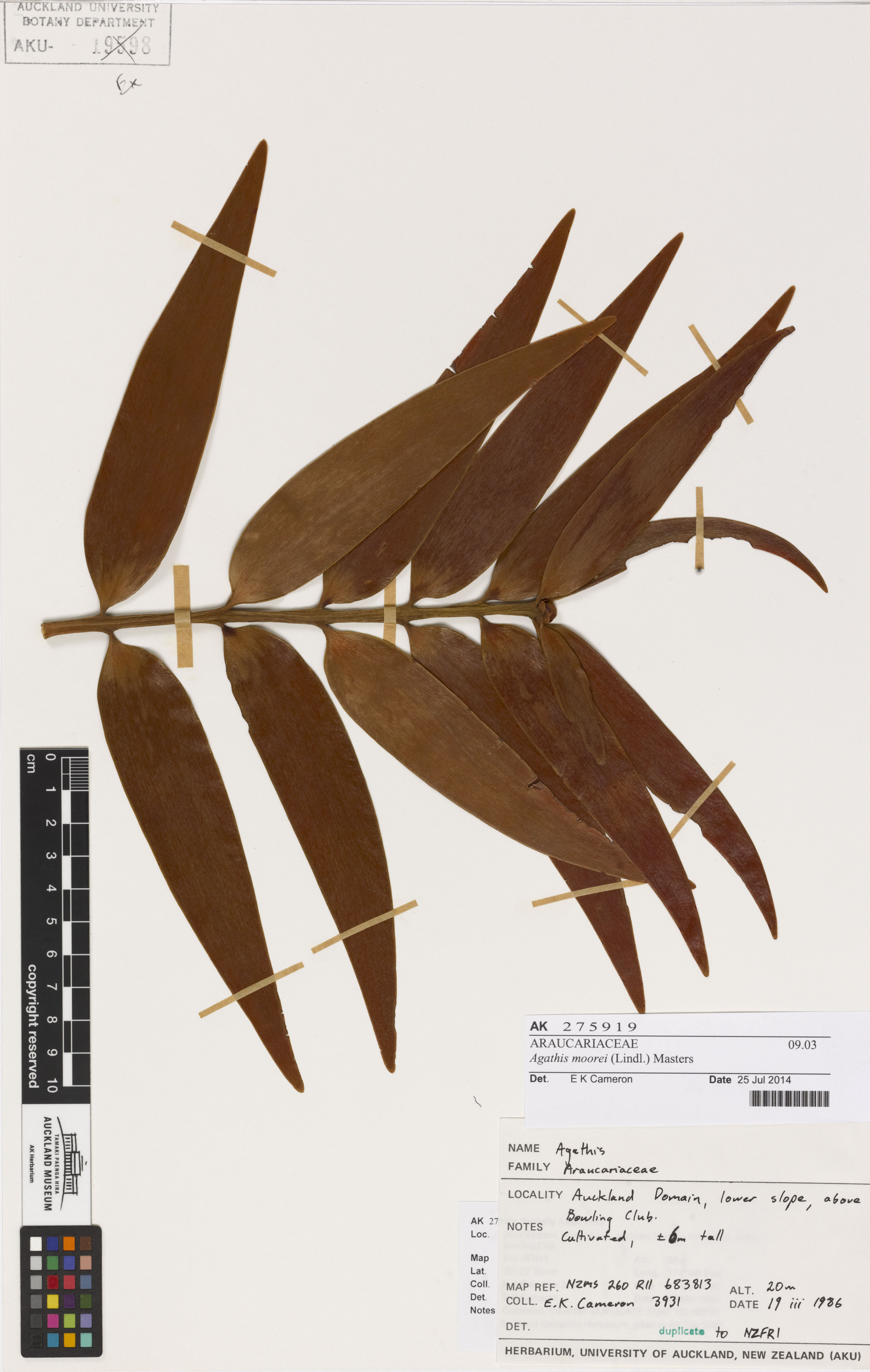
Les feuilles sont lancéolées et opposées.

### Feuilles
Les feuilles sont simples, opposées, lancéolées, persistantes et recouvertes d'une pruine grise.

### Fruits
Les fruits sont des cônes qui éclatent à maturité, dispersant les graines. Cette dispersion mécanique relève de l'autochorie.

## Utilisation
Comme pour les autres espèces de kaori, son bois est exploité depuis le XIXe siècle pour sa qualité et son aspect massif, utilisé pour les charpentes, la menuiserie et l'ébénisterie.

## Philatélie
Cette espèce figure sur un timbre de l'OPT de 2016 dessiné par Jean-Paul Véret-Lemarinier.